# Mikołaj Cikowski (zm. 1535)
Mikołaj Cikowski z Wojsławic, Mikluszowic herbu Radwan (zm. 1535) – kasztelan sądecki w latach 1529–1535, kasztelan połaniecki w 1515 roku, wojski sochaczewski w 1502 roku, miecznik krakowski w latach 1501–1515, burgrabia krakowski w 1495 roku, podczaszy koronny w latach 1495–1504, cześnik koronny, starosta biecki w latach 1518–1521.W 1504 r.figuruje w księgach ziemskich jako dziedzic Wojsławic, Donatkowic,Gorzkowa i Zysławic.

## Życiorys
W 1500 r.otrzymuje w formie darowizny od Mikołaja, Feliksa, i Piotra Ligęzów znaczną część wsi Gorzków (obecnie powiat kazimierski-woj.świętokrzyskie) z dworem i polami folwarcznymi.Potem wyniku zamiany z Feliksem Ligęzą uzyskuje wszystkie części tej wsi. Poseł na sejm radomski 1505 roku i sejm piotrkowski 1512 roku z województwa krakowskiego.